# Elezioni regionali in Veneto del 1980
Le elezioni regionali in Veneto del 1980 si tennero l'8-9 giugno.

## Risultati elettorali
| Liste                                                  | Voti      | %     | Seggi |
| ------------------------------------------------------ | --------- | ----- | ----- |
| Democrazia Cristiana (DC)                              | 1.387.735 | 49,41 | 32    |
| Partito Comunista Italiano (PCI)                       | 611.059   | 21,75 | 13    |
| Partito Socialista Italiano (PSI)                      | 340.138   | 12,11 | 7     |
| Partito Socialista Democratico Italiano (PSDI)         | 150.766   | 5,37  | 2     |
| Movimento Sociale Italiano - Destra Nazionale (MSI-DN) | 101.879   | 3,63  | 2     |
| Partito Liberale Italiano (PLI)                        | 73.960    | 2,63  | 1     |
| Partito Repubblicano Italiano (PRI)                    | 73.196    | 2,61  | 1     |
| Partito di Unità Proletaria per il Comunismo (PdUP)    | 29.975    | 1,07  | 1     |
| Democrazia Proletaria (DP)                             | 26.920    | 0,96  | 1     |
| Liga Veneta (ŁV)                                       | 13.236    | 0,47  | -     |
| Totale                                                 | 2.808.864 |       | 60    |

| Riepilogo dei seggi | Riepilogo dei seggi | Riepilogo dei seggi | Riepilogo dei seggi | Riepilogo dei seggi | Riepilogo dei seggi | Riepilogo dei seggi |
| ------------------- | ------------------- | ------------------- | ------------------- | ------------------- | ------------------- | ------------------- |
|                     |                     |                     |                     |                     |                     |                     |
| DP                  | 1                   | ▲ 1                 |                     | PdUP                | 1                   | Nuovo               |
| PCI                 | 13                  | ▼ 1                 |                     | PSI                 | 7                   | ▼ 1                 |
| PSDI                | 2                   | ▼ 1                 |                     | PRI                 | 1                   | ━                   |
| DC                  | 32                  | ▲ 1                 |                     | PLI                 | 1                   | ━                   |
| MSI-DN              | 2                   | ━                   |                     |                     |                     |                     |

## Consiglieri eletti
| Collegio | Lista                                         | Eletto                     |
| -------- | --------------------------------------------- | -------------------------- |
| Venezia  | Democrazia Cristiana                          | Anselmo Boldrin            |
|          | Democrazia Cristiana                          | Marino Cortese             |
|          | Democrazia Cristiana                          | Mirko Marzaro              |
|          | Democrazia Cristiana                          | James Siviero              |
|          | Democrazia Cristiana                          | Aldo Maganza               |
|          | Partito Comunista Italiano                    | Iginio Ariemma             |
|          | Partito Comunista Italiano                    | Renato Morandina           |
|          | Partito Comunista Italiano                    | Lucio Strumendo            |
|          | Partito Comunista Italiano                    | Umberto Conte              |
|          | Partito Socialista Italiano                   | Luisa Barolo               |
|          | Partito Socialista Italiano                   | Cesare Tomasetig           |
|          | Partito Socialista Democratico Italiano       | Alberto Tomassini          |
| Belluno  | Democrazia Cristiana                          | Alberto Curti              |
|          | Democrazia Cristiana                          | Felice Dal Sasso           |
|          | Partito Comunista Italiano                    | Angelo Tanzarella          |
| Padova   | Democrazia Cristiana                          | Aldo Bottin                |
|          | Democrazia Cristiana                          | Maurizio Creuso            |
|          | Democrazia Cristiana                          | Giancarlo Rampi            |
|          | Democrazia Cristiana                          | Candido Tecchio            |
|          | Democrazia Cristiana                          | Antonio Ramigni            |
|          | Democrazia Cristiana                          | Gianfranco Cremonese       |
|          | Partito Comunista Italiano                    | Domenico Crivellari        |
|          | Partito Comunista Italiano                    | Luciano Gallinaro          |
|          | Partito Socialista Italiano                   | Francesco Feltrin          |
|          | Movimento Sociale Italiano - Destra Nazionale | Giangastone Romani         |
| Rovigo   | Democrazia Cristiana                          | Giulio Fausto Veronese     |
|          | Partito Comunista Italiano                    | Valentino Lodo             |
| Treviso  | Democrazia Cristiana                          | Gilberto Battistella       |
|          | Democrazia Cristiana                          | Carlo Bernini              |
|          | Democrazia Cristiana                          | Lino Nervo                 |
|          | Democrazia Cristiana                          | Aldo Toffoli               |
|          | Democrazia Cristiana                          | Antonio Marta              |
|          | Democrazia Cristiana                          | Roberto Da Dalt            |
|          | Partito Comunista Italiano                    | Lorenza Ferreri            |
|          | Partito Comunista Italiano                    | Giuliano Varnier           |
|          | Partito Socialista Italiano                   | Bruno Marchetti            |
|          | Partito Socialista Democratico Italiano       | Arnaldo Cantoni            |
|          | Partito Repubblicano Italiano                 | Vittorio Guillion Mangilli |
|          | Partito di Unità Proletaria per il Comunismo  | Gianfranco Lai             |
| Verona   | Democrazia Cristiana                          | Giovanni Battista Melotto  |
|          | Democrazia Cristiana                          | Carlo Delaini              |
|          | Democrazia Cristiana                          | Antonio Pasetto            |
|          | Democrazia Cristiana                          | Raffaello Rugolotto        |
|          | Democrazia Cristiana                          | Ernesto Mariotto           |
|          | Democrazia Cristiana                          | Antonio Bogoni             |
|          | Partito Comunista Italiano                    | Giorgio Bragaja            |
|          | Partito Comunista Italiano                    | Ferdinando Sbrizzera       |
|          | Partito Socialista Italiano                   | Giancarlo Brunetto         |
|          | Partito Socialista Italiano                   | Benito Pavoni              |
|          | Movimento Sociale Italiano - Destra Nazionale | Angelo Savoia              |
|          | Partito Liberale Italiano                     | Alessandro Polo            |
|          | Democrazia Proletaria                         | Alberto Tomiolo            |
| Vicenza  | Democrazia Cristiana                          | Franco Borgo               |
|          | Democrazia Cristiana                          | Francesco Guidolin         |
|          | Democrazia Cristiana                          | Luciano Righi              |
|          | Democrazia Cristiana                          | Pietro Fabris              |
|          | Democrazia Cristiana                          | Giorgio Carollo            |
|          | Democrazia Cristiana                          | Giuseppina Dal Santo       |
|          | Partito Comunista Italiano                    | Roberto Scalabrin          |
|          | Partito Socialista Italiano                   | Vittorio Sandri            |